# Christianne Legentil
Pour les articles homonymes, voir Legentil.
Christianne Legentil, née le 27 mai 1992 sur l'île de Rodrigues, est une judokate mauricienne qui combat en catégorie - 52 kg et qui a, entre autres, participé aux Jeux olympiques d'été en 2012, atteignant alors les quarts de finale du tournoi et se classant finalement 7e.
En avril 2014, la Fédération internationale de judo lui accorde une bourse internationale d'un an.
En 2015, elle participe aux championnats du monde.

## Palmarès
- 2009
  - 3e du championnat d'Afrique  (- 48 kg)

- 2011
  - 3e des Jeux des îles de l'océan Indien  (- 52 kg)

- 2013
  - 3e du championnat d'Afrique  (- 52 kg)

- 2014
  - 1re du Tournoi de Port-Louis (- 52 kg)[6]
  - 2e du championnat d'Afrique  (- 52 kg)
  - 7e aux Jeux olympiques d'été  (- 52 kg)

- 2015
  - 2e du championnat d'Afrique  (- 52 kg)
- 2017
  - 2e du championnat d'Afrique  (- 52 kg)
  - 2e des Jeux de la Francophonie  (- 52 kg)

- 2022
  - 2e du championnat d'Afrique  (- 57 kg)[7]

- 2023
  - 1re des Jeux des îles de l'océan Indien  (- 57 kg)